# Crystal Jang
Pour les articles homonymes, voir Jang.
 (décembre 2021).
Crystal Jang est une militante LGBT basée à San Francisco, en Californie. Elle est l'une des cofondatrices de l'Asian Pacific Islander Queer Women and Transgender Community (en) (APIQWTC), ainsi que de l'organisation communautaire Older Asian Sisters in Solidarity (OASIS), qui fait maintenant partie de l'APIQWTC.

## Biographie
Crystal Jang est née à San Francisco le 15 novembre 1946 de Bruce et Elaine Jang, qui appartenaient à la troisième génération sino-américaine. Elle est Franciscanaise de 3e génération et sino-américaine de 4e génération. En 1961, à 13 ans, elle « sort du placard ». Elle est mariée à Sydney Yeong et a un enfant, nommée Camie,.
Dans les années 1970, elle a commencé à s'organiser autour des problèmes LGBT asiatiques et insulaires du Pacifique, s'exprimant sur les campus universitaires et participant aux premières formations du département de la santé de San Francisco sur les problèmes homosexuels. Jang a également coordonné les premières formations de sensibilisation LGBT à l'échelle du district, ainsi que la première formation d'enseignants sur les questions transgenres en tant que premier coordinateur de collège du district scolaire unifié de San Francisco pour les jeunes et les familles des minorités sexuelles. Elle a été la première habitante des îles du Pacifique asiatique du district scolaire unifié de San Francisco (en) à s'identifier publiquement comme LGBT.
En 1991, « frustrée par le manque de groupes de lesbiennes matures à San Francisco », elle s'est organisée avec d'autres lesbiennes asiatiques et insulaires du Pacifique et a fondé Older Asian Sisters in Solidarity (OASIS), dont les membres sont âgés de 35 ans ou plus.
En 2013, elle a été Grand marshal (en) de la San Francisco Pride Parade et a reçu le Phoenix Award au Banquet du Nouvel An lunaire de l'APIQWTC.